# Bützistock
Bützistock är en bergstopp i Schweiz.   Den ligger i kantonen Glarus, i den östra delen av landet, 130 km öster om huvudstaden Bern. Toppen på Bützistock är 2 496 meter över havet, eller 513 meter över den omgivande terrängen. Bredden vid basen är 18,0 km.
Terrängen runt Bützistock är huvudsakligen bergig, men den allra närmaste omgivningen är kuperad. Närmaste större samhälle är Glarus, 8,3 km väster om Bützistock. 
Trakten runt Bützistock består i huvudsak av gräsmarker. Runt Bützistock är det ganska glesbefolkat, med 38 invånare per kvadratkilometer.